# Optisk fænomen
Et optisk fænomen er enhver observerbar hændelse af optisk art, som er resultatet af en interaktion mellem lys og stof. Et spejlbillede er et eksempel på et optisk fænomen.
Almindeligt forekommende optiske fænomener optræder ofte i samspillet mellem lyset fra Solen eller Månen og Jordens atmosfære, skyer, vand, støv og andre elementer. Regnbuen, som optræder, når sollyset reflekteres og brydes i vanddråber, er et almindeligt kendt fænomen, mens andre som f.eks. grønne glimt optræder så sjældent, at de somme tider anses for at være myter. Atter andre, som fatamorganaer, er kun almindelige på særlige steder.
En del fænomener er blot interessante aspekter af optikken, altså optiske virkninger. De farver, som fremkommer ved at lade sollyset passere et prisme er et eksempel på dette.
Mange af fænomenerne stammer fra lysets dobbeltnatur som enten partikel eller bølge, og nogle af dem kan kun observeres ved præcis måling med videnskabelige instrumenter. Det gælder f.eks. målingen af Solens afbøjning af lyset fra en stjerne, som observeredes under en solformørkelse og viste, at rummet er kurvet og bekræftede Einsteins almene relativitetsteori.
Også observation af fænomener som den fotoelektriske effekt eller den elektriske strøm i et materiale eller i vakuum (som i en fotocelle), når materialet udsattes for belysning, har befordret den videnskabelige forståelse af verden.

## Opdeling af optiske fænomener
De optiske fænomener kan opdeles efter, hvad der får dem til at optræde. Det kan være:
- de optiske egenskaber ved Jordens atmosfære
- andre fænomener i naturen
- objekter, hvad enten disse er naturlige eller er menneskeskabte optiske virkninger
- selve øjets opbygning (entoptiske fænomener).

Desuden er der nogle uforklarede fænomener, som kan have en optisk forklaring.

### Atmosfæriske optiske fænomener
- Afterglow
- Airglow
- Alexanders mørke bånd, det mørke område mellem de to buer i en dobbelt regnbue.
- Alpeglød
- Anti-tusmørkestråler
- Blue Moon
- Blå jet
- Circumzenithalbue
- Glorier
- Grønt glimt
- Halo, fra Solen eller Månen, herunder bisole (solhunde)
- Heiligenschein (også kaldet aureole), delvis skabt ved oppositionvirkning
- Jordskælvslys
- Luftspejling (herunder Fatamorgana)
- Elver [2]
- Iriserende skyer
- Polarlys (nordlys og sydlys, henholdsvis aurora borealis og aurora australis)
- regnbue
- Rød fe [2]
- Solsøjle
- Sprite [2]
- Tyndall-effekt
- Tusmørkestråler
- Venusbælte

### Andre optiske fænomener
- Dikromatisme
- Gegenschein
- Iridisering
- Oppositionsvirkning
- Zodiakallyset

### Optiske virkninger
- Asterisme, i ædelstene som safirer eller rubiner.
- Aura, et fænomen hvor gas eller støv om en genstand luminescerer eller reflekterer lys fra genstanden.
- Aventurescens, også kaldet Schiller-effekten, fra glitrende smykkesten som kalcedon og solsten.
- Camera obscura
- Kaustik
- Chatoyance, "katteøje"-smykkesten som chrysoberyl eller akvamarin
- Kromatisk polarisation
- Katodeluminescens
- Diffraktion, afbøjning og spredning af lysbølger, når de møder en forhindring.
- Spredning
- Dobbeltbrydning i calcit og andre mineraler
- Dobbeltspalte-eksperiment
- Elektroluminescens
- Evanescent bølge
- Fluorescens, også kaldet luminescens.
- Fosforescens
- Metameri som i alexandrit
- Newtons ringe
- Pleokroisme smykkesten eller krystaller som synes mangefarvede
- Polarisations-relaterede fænomener som dobbeltbrydning og Haidingers pensel
- Rayleigh-spredning (som gør himlen blå og solnedgange røde og andre lignende fænomener)
- Refraktion
- Sonoluminescens
- Synkrotronstråling
- optisk prisme (opdeling af lys i farver)
- Triboluminescens
- Zeeman effekt
- Thomson-spredning
- Totalreflektion
- Optisk hvirvel
- Umov-effekt

### Entoptiske fænomener
- Diffraktion af lys gennem øjenbrynene
- Mouches volantes også kaldet flyvende myg [3]
- Haidingers pensel
- Monokulær diplopia (fra refleksioner på grænserne mellem de forskellige okulare medier)
- Fosfen – stimulation af øjets stave og tappe eller andre neuroner i synsapparatet, som ikke skyldes lys (men f.eks. er mekanisk eller elektrisk).
- Purkinje-billeder.

### Optiske illusioner
- Måneillusionen, Månens usædvanlige størrelse ved op- og nedgang samt "himlens bue".

### Uforklarede fænomener
Der forekommer et antal beskrevne fænomener, som ikke er fyldestgørende forklaret, men som kan være af optisk natur. Herunder også nogle, som mere har karakter af "mysterier" eller lokale turistattraktioner, som ikke tiltrækker nærmere udforskning.
- Marfa-lys[5]
- Lyset i Hessdalen[6]
- Min Min-lyss[7]
- Saratoga-lys[8]
- Naga ildkugler[9]

## Læsning
- Thomas D. Rossing and Christopher J. Chiaverina: Light Science: Physics and the Visual Arts, Springer, New York, 1999, ISBN 0-387-98827-0
- Robert Greenler, Rainbows, Halos, and Glories, Elton-Wolf Publishing, 1999, ISBN 0-89716-926-3
- Polarized Light in Nature, G. P. Können, Translated by G. A. Beerling, Cambridge University Press, 1985, hardcover, ISBN 0-521-25862-6
- M.G.J. Minnaert, Light and Color in the Outdoors, ISBN 0-387-97935-2
- John Naylor Out of the Blue: A 24-hour Skywatcher's Guide, CUP, 2002, ISBN 0-521-80925-8
- Eventyr i Jordens skygge Arkiveret 14. september 2003 hos  Wayback Machine (tysk).
- The Marine Observers' Log Arkiveret 7. januar 2012 hos  Wayback Machine